# Carex sooi
Carex sooi là một loài thực vật có hoa trong họ Cói. Loài này được Jakucs publ. 1953 mô tả khoa học đầu tiên năm 1952.